# Garibaldo I da Baviera
Garibaldo I da Baviera (500- 591) foi rei da Baviera e depois duque da Baviera, quando este passou a ser um protetorado franco. Garibaldo pertence a Dinastia Agilolfinga de 555 a 591.